# Arthur Skedl

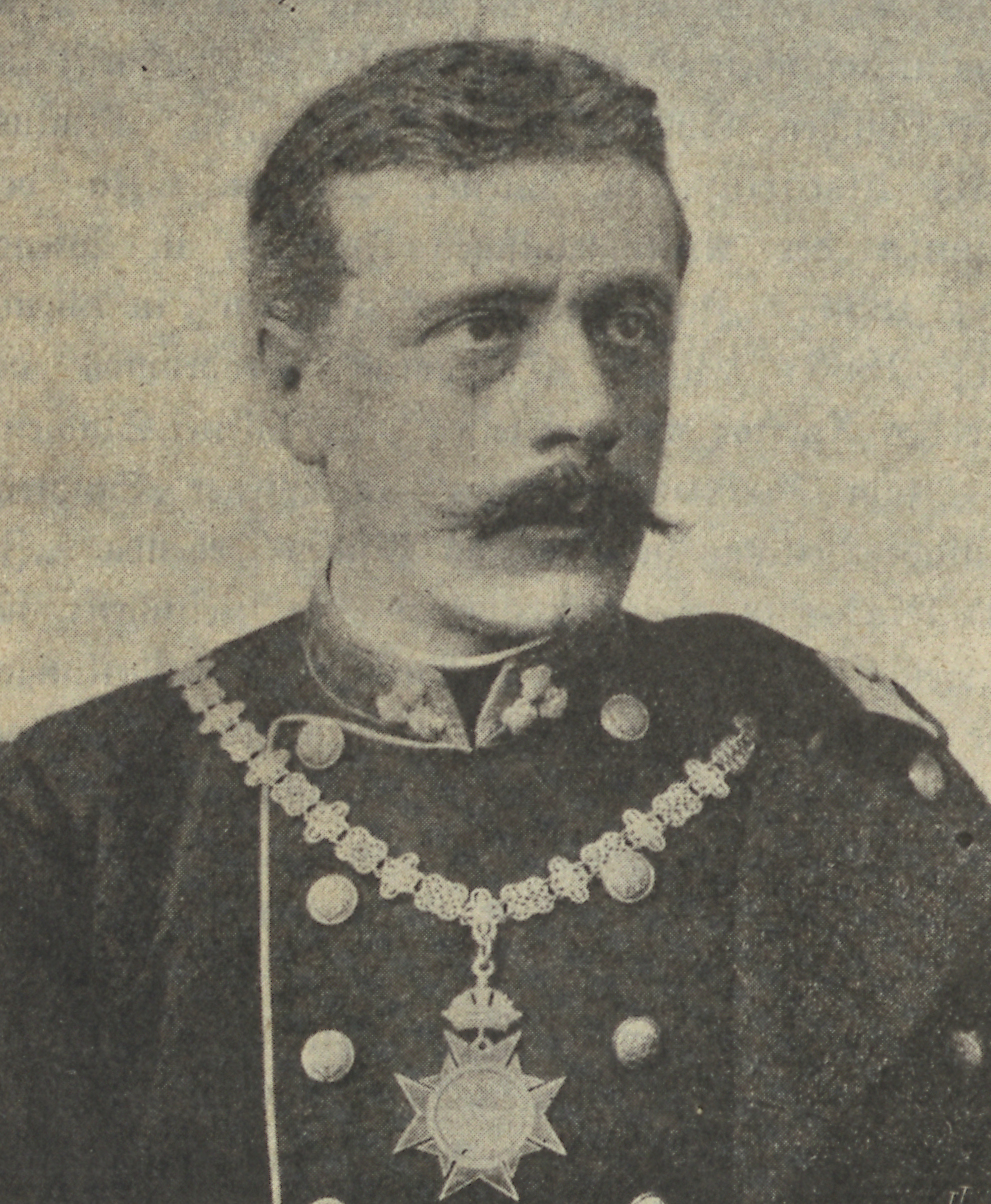
Arthur Skedl (1900)

Arthur Skedl (* 9. Juli 1858 in Graz; † 5. Juni 1923 in Prag) war ein österreichischer Jurist, Hochschullehrer und Politiker (Deutsche Fortschrittspartei).

## Leben
Sein Vater Josef Michael Skedl (1818–1868) war promovierter Jurist und lehrte seit 1850 als außerordentlicher Professor für österreichische Finanzgesetzkunde an der Universität Graz.
Skedl ging auf das Gymnasium in Graz. Ab 1876 studierte Arthur Skedl Rechtswissenschaften an der Universität Graz (1882 Dr. jur. sub auspiciis imperatoris) und von 1883 bis 1884 in Leipzig bei Adolf Wach.
Er diente als Einjährig-Freiwilliger beim 3. Korps-Artillerieregiment in Graz, in dem er zum Oberleutnant der Reserve befördert wurde.
Nach der Habilitation 1885 in Czernowitz für Zivilprozessrecht wurde er 1886 außerordentlicher, 1891 ordentlicher Professor für österreichische zivilgerichtliche Verfahren an der Universität Czernowitz. Er wurde Vizepräsident der judiziellen und Mitglied der Rechtshistorischen Staatsprüfungskommission sowie Vorstand des Rechtswissenschaftlichen Seminars. 1893/1894 war er dort Dekan der Rechts- und Staatswissenschaftlichen Fakultät und 1898/1899 Rektor.
1912 wurde Skedl ordentlicher Professor für das österreichische zivilgerichtliche Verfahren an der Deutschen Universität Prag. Diese Position hatte er bis zu seinem Tod 1923 inne, unterbrochen von seinem Einsatz als Artillerieoffizier im Ersten Weltkrieg. In Prag war er Vorsitzender der judiziellen Staatsprüfungskommission.
Skedl publizierte vor allem zur neuen Zivilprozessordnung, sein Hauptwerk „Das österreichische Civilprozeßrecht“ erschien im Jahr 1900. Neben seiner wissenschaftlichen Tätigkeit beschäftigte er sich unter anderem mit der Herausgabe des Nachlasses von Ministerpräsident Eduard Taaffe.
Skedl engagierte sich auch politisch, so war er ab 1899 Mitglied des Gemeinderats von Czernowitz und saß als Abgeordneter der Deutschen Fortschrittspartei von 1900 bis 1918 im Bukowiner Landtag sowie von 1901 bis 1911 im Reichsrat. Dort gehörte er dem Justiz- und Presseausschuss an. Im Zuge der Reformbestrebungen 1905 sprach er sich für ein allgemeines Wahlrecht aus. Er trat für die Staatseinheit Österreichs und gegen die Abtretung der Bukowina ein.
Er starb 1923 und hinterließ sein gesamtes Vermögen der Prager deutschen Studentenschaft.

## Ehrungen
Skedl wurde 1887 Ehrenmitglied der Burschenschaft Arminina Czernowitz.
Er wurde Hofrat. Skedl erhielt den Eisernen Kronenorden 3. Klasse und war Ehrenbürger von Sereth und Suczawa.

## Schriften (Auswahl)
- Die Nichtigkeitsbeschwerde in ihrer geschichtlichen Entwicklung. Eine civilprozessuale Abhandlung. Leipzig 1886.
- Das Mahnverfahren. Leipzig 1891.
- Das österreichische Civilprozessrecht. Tauchnitz, Leipzig 1900, OCLC 33315343
- Zur Zivilprozeßreform. Wien 1912, OCLC 875620242.
- Der politische Nachlaß des Eduard Taaffe. Wien 1922, OCLC 8363056.